# XII. Budapester Bezirk
Der XII. Bezirk der ungarischen Hauptstadt Budapest wird auch als Hegyvidék (deutsch Bergland) bezeichnet und liegt in der Mitte Budas in einem bergigen Gelände. Ein großer Teil der Fläche ist Waldgebiet.

## Lage und Daten
Im Norden von Hegyvidék befindet sich der II. Bezirk, im Osten der I. Bezirk (Budavár) und im Süden grenzt er an den XI. Bezirk (Újbuda). Die westliche Grenze ist zugleich die Stadtgrenze von Budapest. Nachbarorte sind Budakeszi und Budaörs. Mit rund 60.000 Einwohnern liegt Hegyvidék im Vergleich zu den anderen 23 Bezirken an 18. Stelle.
Der Bezirk ist in folgende Stadtteile untergliedert: Budakeszierdő (teilweise), Csillebérc, Farkasrét, Farkasvölgy, Istenhegy, Jánoshegy, Kissvábhegy, Krisztinaváros (teilweise), Kútvölgy, Magasút, Mártonhegy, Németvölgy, Orbánhegy, Sashegy (teilweise), Svábhegy, Széchenyihegy, Virányos und Zugliget.

## Geschichte

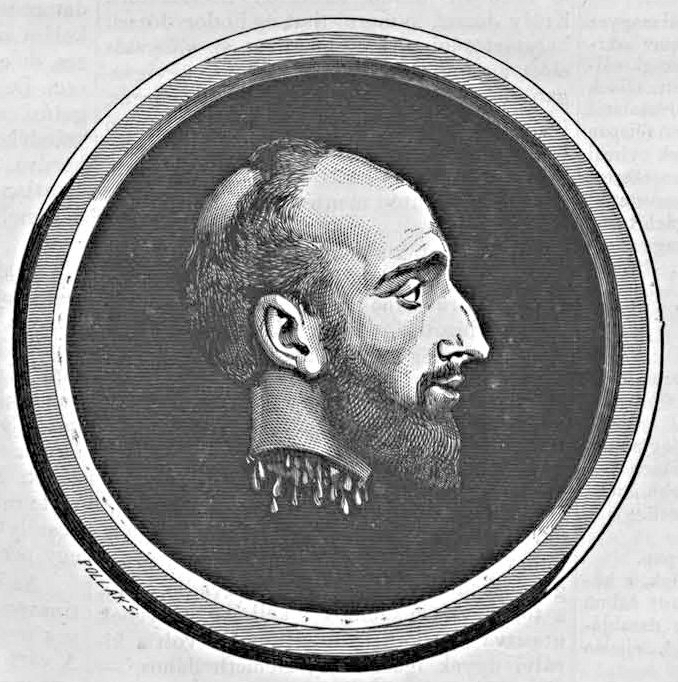
Ignaz Joseph Martinovics

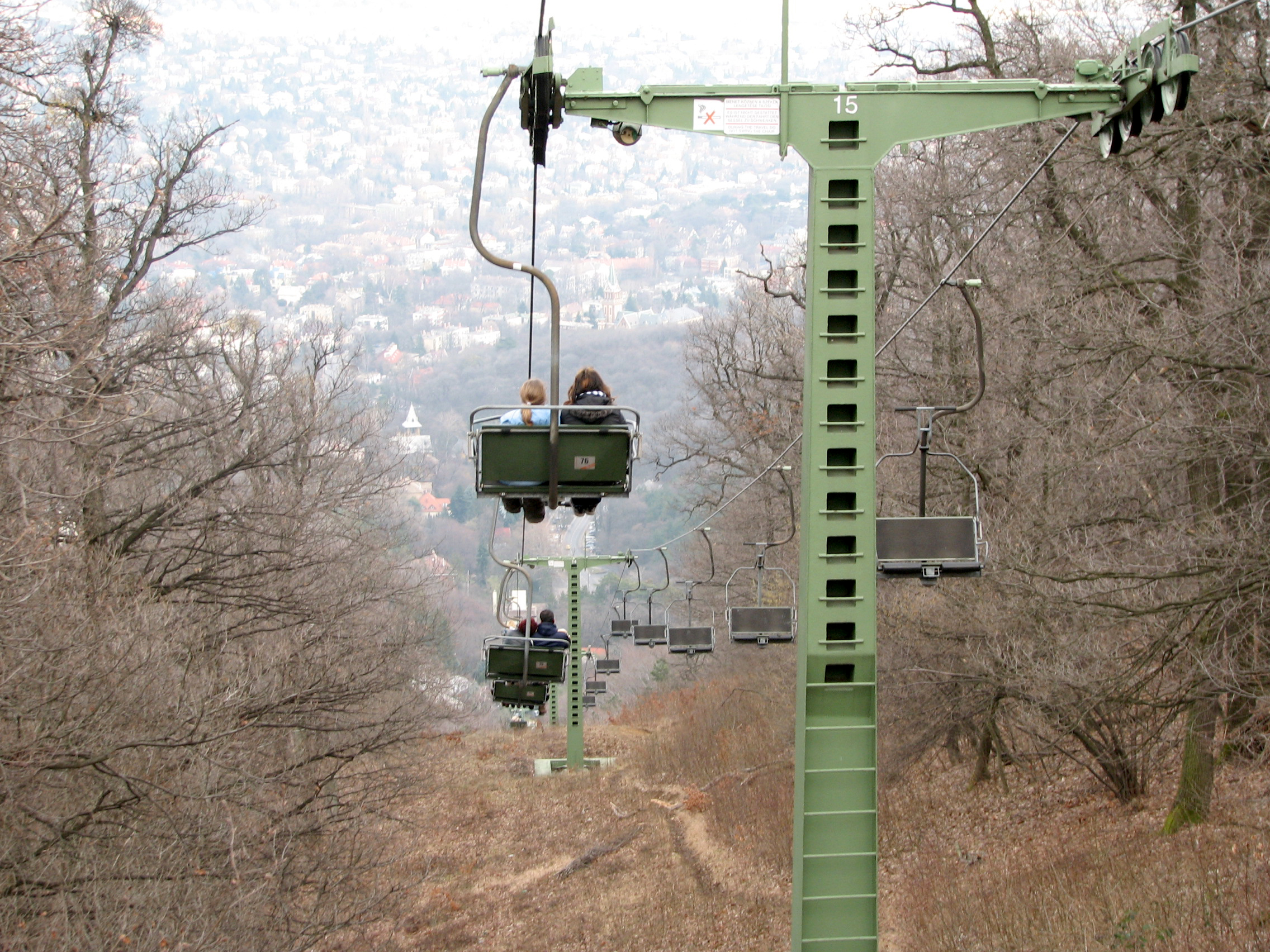
Libegő im Winter

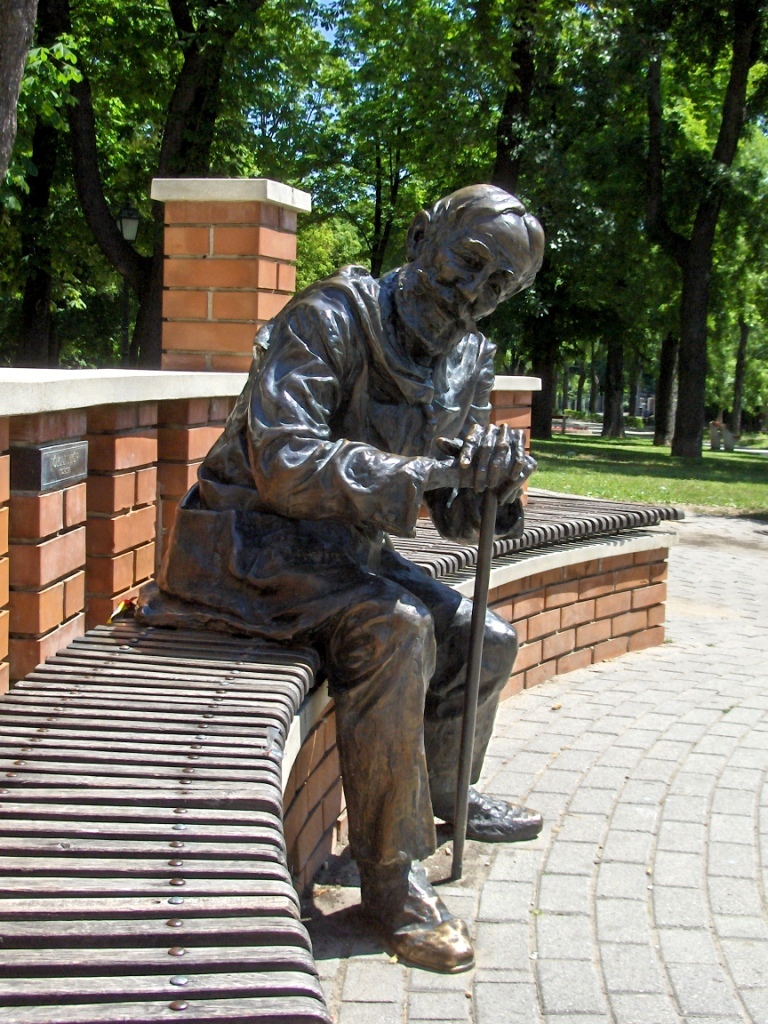
Statue von Jókai auf dem Svábhegy („Schwabenberg“)

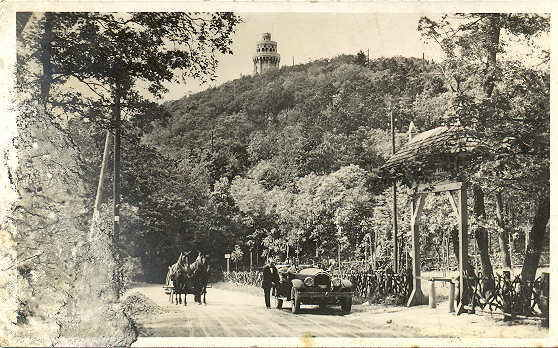
Der Jánosberg 1920

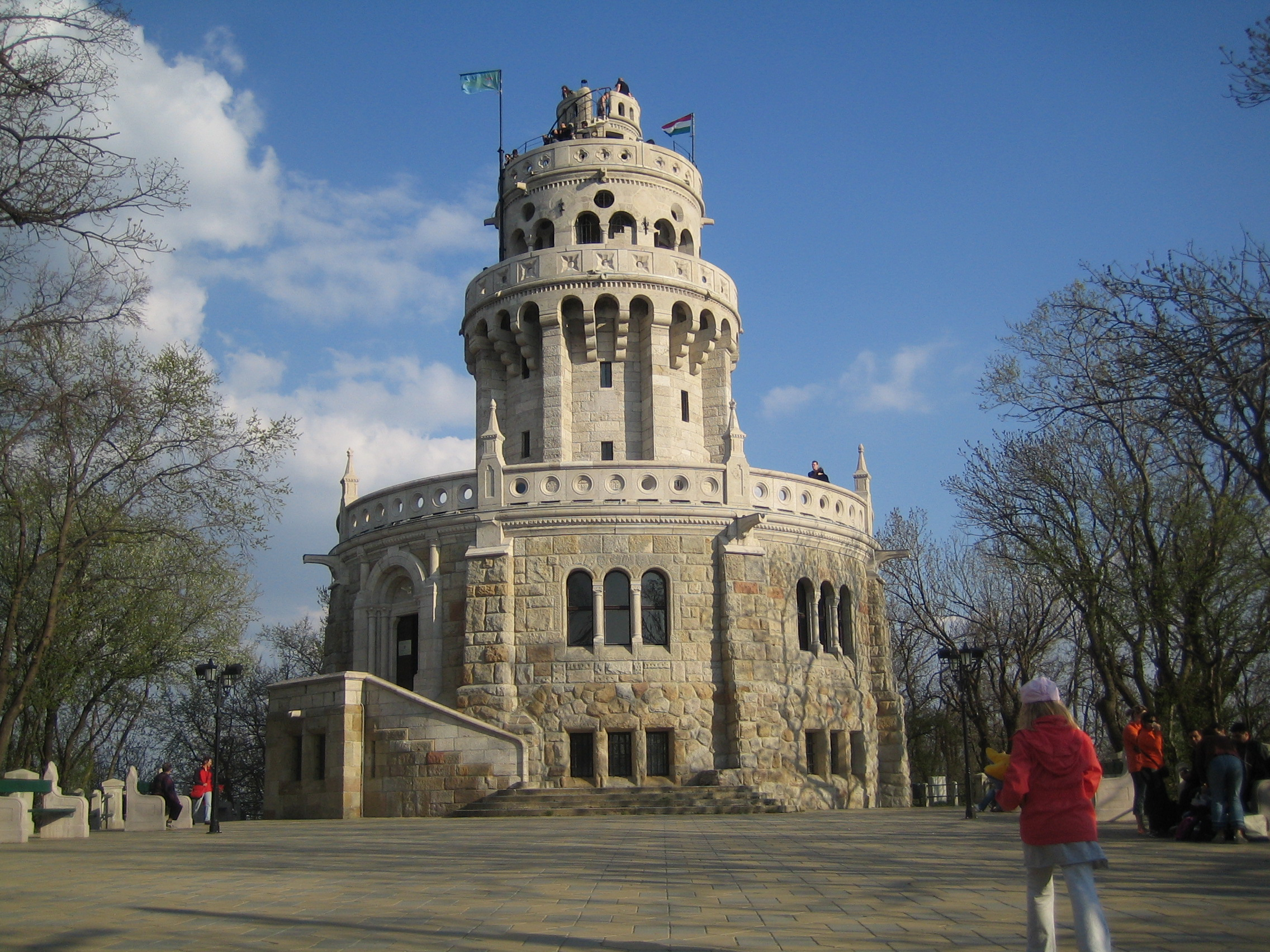
„Elisabeth-Aussichtsturm“ auf dem János-Berg

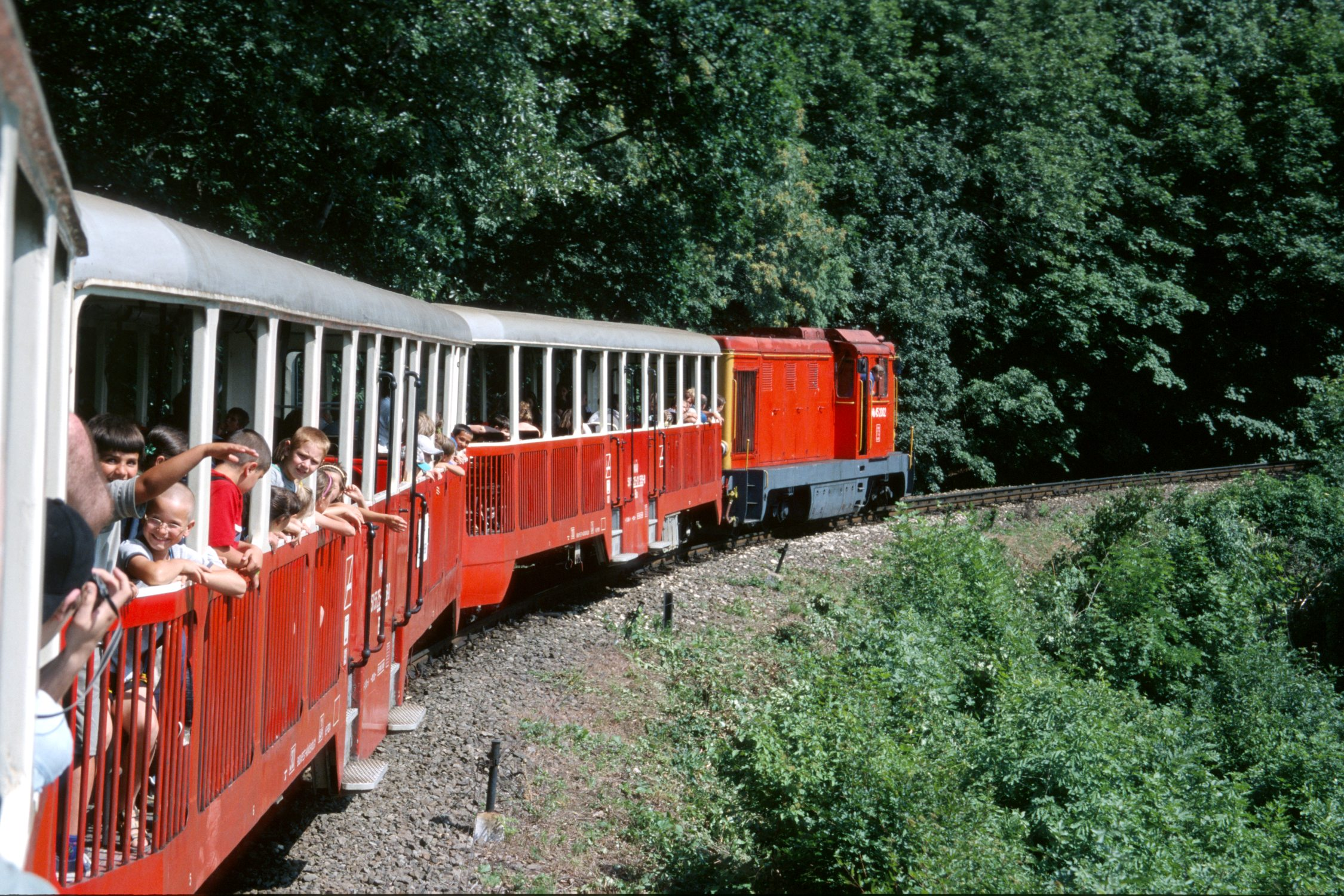
Die Kindereisenbahn

Der 12. Bezirk existiert seit 1930, als die damals 10 Bezirke der Stadt umstrukturiert und um weitere Bezirke ergänzt wurden. Bis dahin war der Hegyvidék Teil des 1. Bezirks. Die Geschichte des Bezirks ist eng mit den kleineren Siedlungen, Gehöften, Wald- und Weinbergbesitzen verbunden, die sich unter der Verwaltung Budas befanden. Zwischen dem Burgberg und den Budaer Bergen, in dem vom Bach Ördögárok („Teufelsgraben“) ausgeformten Tal entstand die Krisztinaváros („Christinenstadt“). Sie erstreckt sich von Pasarét („Sauwiesen“) bis Tabán („Raitzenstadt“), die heute dem 1. und. 2. Bezirk angehören. Der Bereich am westlichen Fuß des Burgberges, wo sich heute der Park Vérmező („Blutfeld“) befindet, war im 18. Jahrhundert das sogenannte „Glacis“. Dieser Bereich gehörte zum Schutzgürtel um die Burg und stand unter militärischer Kontrolle. Dass dort keine Gebäude errichtet werden durften, behinderte lange Zeit die Ausbreitung der Stadt in diese Richtung. 1920 wurde der Graben ausgemauert, Bäume gefällt und das Gelände für die Bebauung freigegeben. Der Kunstmäzen Albrecht Kasimir begann im Jahr 1772 auf Betreiben seiner Frau Maria Christina das Gebiet zu parzellieren. Seither trägt es offiziell den Namen Krisztinaváros. Einer der fünf Teile, aus denen die Krisztinaváros besteht ist Városmajor (kurz: "Major", dt.: „Stadt-Meierhof“), im heutigen 12. Bezirk. Der Park wurde bereits 1787 von Joseph II. gegründet, nach dem er auch benannt ist. Durch die Grünanlage fließt der Ördögárok. An der nördlichen befindet sich die untere Endstation der Zahnradbahn.
Der nördliche Teil des Bezirks ist durch den Hunyad-Gipfel und die nach Süden und Norden abfallenden Täler geprägt. Der Großteil davon gehörte bis zum Ende des 18. Jahrhunderts zum Besitz der Budaer Karmeliten. Im 18. und 19. Jahrhundert war der Name des nördlichen Teils Sauwinkel, später Auwinkel. Erst im Zuge der Magyarisierung deutscher Namen wurde die Bezeichnung Pasarét gebräuchlich. Einer Theorie zufolge geht der Name auf den letzten Pascha von Buda, Abdulrahman, zurück. Eine andere Erklärung basiert darauf, dass der Bereich neben dem Ördögárok serbisch als "pasa" und deutsch als "Ried" bezeichnet wurde. Im Jahr 1847 taufte der Dichter und königliche Berater Gábor Döbrentei im Rahmen der Magyarisierung (Dűlőkeresztelő) den nördlichen engen Talabschnitt Zugliget und den südlichen Teil in Richtung Krisztinaváros nannte er Virányos. Dort befindet sich auch der alte Friedhof von Víziváros, wo der ungarische Jakobinerführer Ignaz Joseph Martinovics und seine auf dem Vérmező hingerichteten Anhänger 1795 begraben wurden. Auf der Südseite des Hunyad liegt Kútvölgy, das früher Brunnthal hieß. In dem noch im 19. Jahrhundert von dichten Wäldern bewachsene Gelände gab es nur einige Obstplantagen und Äcker vereinzelter Gehöfte. Zugliget, wo es früher viele Wildschweine gab, gehörte einst zum Jagdgebiet von Matthias Corvinus. Daher leitet sich auch der deutsche Name Sauwiesen ab, der sich auch noch im Namen der Disznófő („Schweinekopf“)-Quelle wieder findet. Ab der zweiten Hälfte des 19. Jahrhunderts, insbesondere nach der Zerstörung der Weinberge begann der Ausbau dieses Bereichs. Ein bedeutender Teil des Bezirks blieb aber bis heute ein unbebautes Ausflugsziel. Dorthin führt der 1970 fertiggestellte Zugligeti-Sessellift.
Die Täler und Hügel zwischen dem Svábhegy („Schwabenberg“) und dem Széchenyi-Berg liegen tiefer und sind weniger bebaut. Dort liegen der die Berge Mártonhegy, Istenhegy, Kis-Svábhegy und Orbánhegy. Hier befanden sich früher königliche Jagdreviere und später Besitztümer von Budaer Bürgern. Ende des 17. Jahrhunderts, zur Zeit der Rückeroberung Budas war auch diese Gegend Austragungsort der Stadtgeschichte. Dort waren aus strategischen Gründen Stellungen der Armee. Im 19. Jahrhundert hatte der Bereich Bedeutung als Weinbaugebiet. In der zweiten Hälfte des 19. Jahrhunderts wurden dort, insbesondere auf Betreiben von Mór Jókai, immer mehr Villen errichtet. Die weitere Erschließung sowie der zunehmende Tourismus führten zum Bau der 1974 eröffneten Zahnradbahn. Nach dem Zweiten Weltkrieg wurde auf dem Széchenyi-Berg die Kindereisenbahn Budapest gebaut.
Den bekanntesten Teil des 12. Bezirks bildet der Kranz der Budaer Berge Jánoshegy, Svábhegy, Széchenyi-hegy, Csilleberc und der Wald von Budakeszi. Dort gibt es eine Vielzahl von Wanderwegen und Ausflugszielen sowie Skipisten. Der Jánoshegy gehört zum Nationalpark Duna-Ipoly. Mit 528,16 m ist es der höchste Punkt von Budapest. Auf dem Gipfel befindet sich der Erzsébet-kilátó („Elisabeth-Aussichtsturm“). Der Svábhegy im Zentrum der Budaer Berge ist durchschnittlich 480 m hoch. Das Dolomitgestein ist im Norden mit dem Svábhegy verbunden. Der Berg erhielt seinen Namen nach der Befreiung aus der türkischen Herrschaft, als dort deutsche Artilleriegeschütze stationiert waren. In den 50er Jahren des 19. Jahrhunderts wurden die Berge als Urlaubsziel immer beliebter und es entstand ein elegantes Villenviertel. Der Berg mit der größten Fläche ist der südöstlich gelegene Nyék-hegy, der 1860 so benannt wurde. Bis Ende des 19. Jahrhunderts gab es dort nur wenige Ferienhäuser. Heute sind diese bis zum Gipfel des Berges anzufinden. Hinter der Bergkette befindet sich Csillebérc, ein Kinder- und Jugendzentrum. An der südlichen Flanke der Bergkette befinden sich mehrere Täler, Németvölgy („Deutschenthal“), Farkasvölgy („Wolfstal“) und Irhás-árok („Lederergraben“) sowie die Hochebene Farkasrét („Wolfswiese“), auf dem sich der gleichnamige Friedhof befindet. Von den Stadtteilen ist Németvölgy der größte. Der Name Deutschenthal wurde seit dem 17. Jahrhundert verwendet, da sich dort deutsche Truppen im Kampf gegen die Türken aufhielten. Die ungarische Übersetzung ist seit 1847 im Gebrauch. Die Äcker und Weingärten entstanden überwiegend in der zweiten Hälfte des 19. Jahrhunderts. Im Jahr 1884 wurde das Sportkrankenhaus Erzsébet Kórháza („Elisabeth-Krankenhaus“) des Ungarischen Roten Kreuzes eröffnet. Zur Jahrhundertwende siedelte sich dort das Industrieunternehmen Magyar Optikai Művek (MOM) an. Im Jahr 1951 wurde unter das Kulturzentrum MOM unter sowjetischer Leitung errichtet.

## Kommunalpolitik

### Von 1990 bis 2006
Nach den ersten Gemeindewahlen im Jahr 1990 wurde Gábor Sebes (SZDSZ) Bürgermeister. Bei den nächsten Wahlen 1994 ging eine Koalition aus MDF und KDNP hervor. Daraufhin wurde István Udvardy-Nagy Bürgermeister der konservativen Regierung. Diese Mehrheitsverhältnisse bestätigten sich auch bei den darauf folgenden Wahlen, jedoch wechselte György Mitnyan 1998 bis 2006 in das Amt des Bürgermeisters.

### Seit 2006
Seit der Wahl am 1. Oktober 2006 hat der Gemeinderat 28 Mitglieder. Der Bürgermeister, der auch dem Gemeinderat vorsteht, ist seither Zoltán Pokorni (Ungarischen Bürgerbund). Im 12. Bezirk gingen ohne Ausnahme die gemeinsamen Kandidaten von Fidesz und KDNP als Wahlsieger hervor. Die Vertreter der anderen Parteien MDF, MSZP und SZDSZ wurden über Kompensationslisten gewählt.
| Bürgermeisterkandidat | Partei      | Erhaltene Stimmen | Ergebnis in Prozent |
| --------------------- | ----------- | ----------------- | ------------------- |
| Zoltán Pokorni        | Fidesz-KDNP | 20.073            | 59,55 %             |
| Norbert Élő           | MSZP        | 10.321            | 30,62 %             |
| Klára Ungár           | SZDSZ       | 3.312             | 9,83 %              |

Gewählte Volksvertreter nach Listenzugehörigkeit:
|  | Liste       | Repräsentanten | Zusammensetzung des Gemeinderates | Zusammensetzung des Gemeinderates | Zusammensetzung des Gemeinderates | Zusammensetzung des Gemeinderates | Zusammensetzung des Gemeinderates | Zusammensetzung des Gemeinderates | Zusammensetzung des Gemeinderates | Zusammensetzung des Gemeinderates | Zusammensetzung des Gemeinderates | Zusammensetzung des Gemeinderates | Zusammensetzung des Gemeinderates | Zusammensetzung des Gemeinderates | Zusammensetzung des Gemeinderates | Zusammensetzung des Gemeinderates | Zusammensetzung des Gemeinderates | Zusammensetzung des Gemeinderates |
|  | ----------- | -------------- | --------------------------------- | --------------------------------- | --------------------------------- | --------------------------------- | --------------------------------- | --------------------------------- | --------------------------------- | --------------------------------- | --------------------------------- | --------------------------------- | --------------------------------- | --------------------------------- | --------------------------------- | --------------------------------- | --------------------------------- | --------------------------------- |
|  | Fidesz-KDNP | 16             |                                   |                                   |                                   |                                   |                                   |                                   |                                   |                                   |                                   |                                   |                                   |                                   |                                   |                                   |                                   |                                   |
|  | MSZP        | 6              |                                   |                                   |                                   |                                   |                                   |                                   |                                   |                                   |                                   |                                   |                                   |                                   |                                   |                                   |                                   |                                   |
|  | SZDSZ       | 4              |                                   |                                   |                                   |                                   |                                   |                                   |                                   |                                   |                                   |                                   |                                   |                                   |                                   |                                   |                                   |                                   |
|  | MDF         | 1              |                                   |                                   |                                   |                                   |                                   |                                   |                                   |                                   |                                   |                                   |                                   |                                   |                                   |                                   |                                   |                                   |

## Kultur

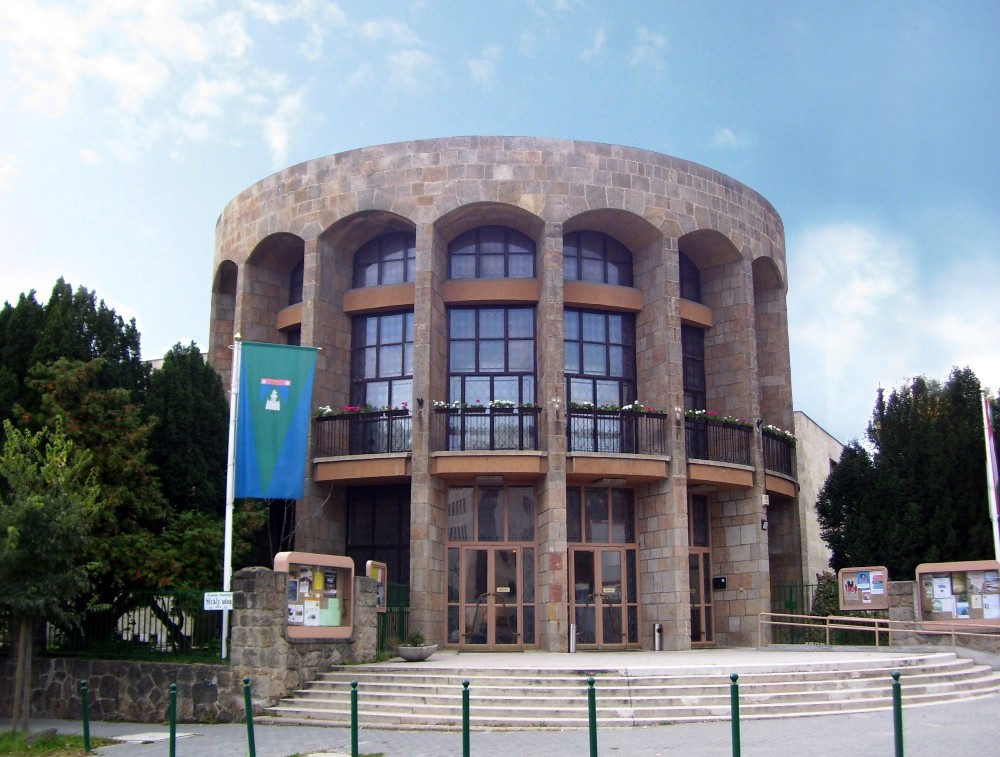
Das Kulturzentrum MOM

- Musikschule: Solti György Zeneiskola
- Kunstschule THÉBA Művészeti Szakközépiskola
- Kulturzentrum MOM

### Sehenswürdigkeiten
- Barabás-Villa

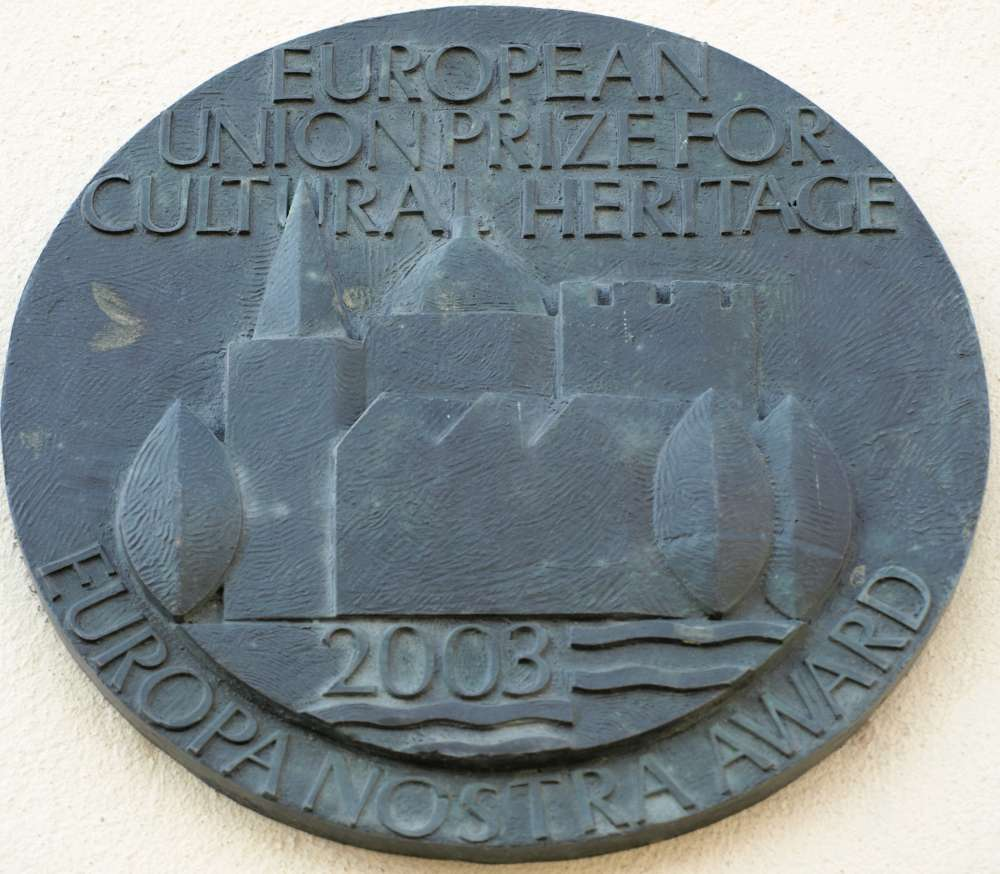
Plakette des Europa-Nostra-Preises an der Barabas-Villa

- Budapester Kongresszentrum (Budapest Kongresszusi Központ)
- Erzsébet-kilátó
- Normafa
- Farkasréti temető, Friedhof
- Óra-Villa
- Plebanerkirche Herz-Jesu in Városmajor
- Gizi Bajor Schauspielmuseum

## Partnerschaften
Der Bezirk unterhält Partnerschaften mit der belgischen Gemeinde Watermael-Boitsfort und mit der rumänischen Stadt Odorheiu Secuiesc.

## Fotos

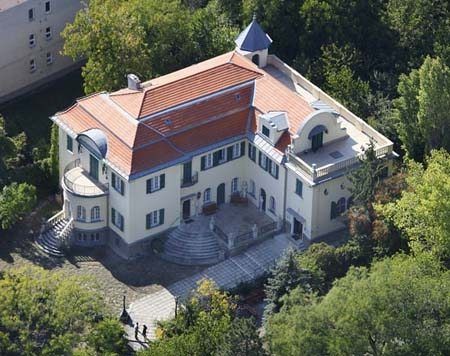
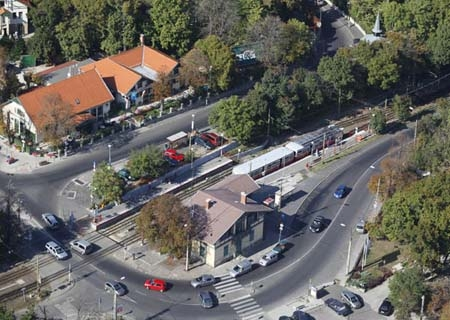
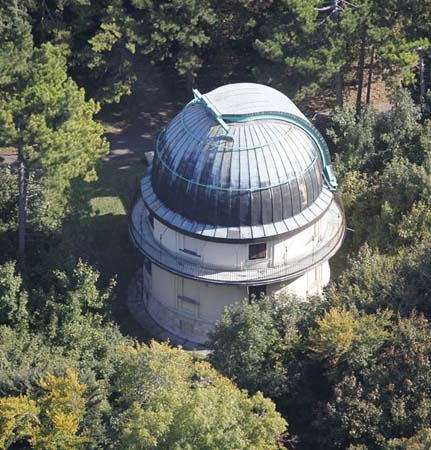
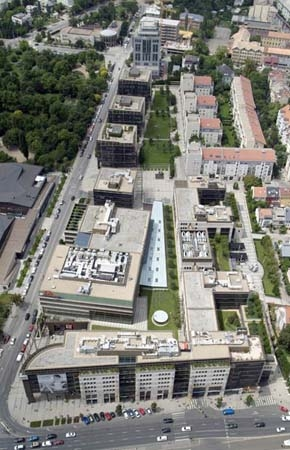